# Dragoste și apă caldă
Dragoste și apă caldă este un film românesc din 1993 regizat de Dan Mironescu. Rolurile principale au fost interpretate de actorii Liliana Pană, Magda Catone și Mihai Bica.

## Rezumat
Angela (Liliana Pană) și Dorina (Magda Catone), muncitoare la Fabrica de chibrituri, locuiesc la cămin și visează la căsătorie și la soți care să le ofere un trăi decent. Dar iluziile li se spulberă când bărbații întâlniți își dovedesc lipsa de caracter: Titi (băiatul de care este îndrăgostită Angela) apare la un moment dat cu un puști și o violează, un vânzător este proxenet, Emil, un inginer, este de o zgârcenie patologică, iar Radu, un emigrant în Australia.

## Distribuție
Distribuția filmului este alcătuită din:
- Liliana Pană — Angela, muncitoare la Fabrica de chibrituri
- Magda Catone — Dorina, muncitoare la Fabrica de chibrituri, prietena Angelei
- Mihai Bica — Titi, vânzător stradal cu apucături de proxenet, tânărul de care este îndrăgostită Angela
- Florin Zamfirescu — Emil, un inginer concediat recent care s-a apucat de taximetrie și de producția de tricotaje
- Petre Nicolae — Radu, un emigrant în Australia (menționat Petrică Nicolae)
- Ruxandra Tudor — colegă de cămin a Angelei
- Robert Adam — puștiul blond, prietenul lui Titi
- Dana Dembinski — prietena blondă a Angelei, care are o relație cu un bărbat căsătorit (Laurențiu)
- Ruxandra Sireteanu — mama Angelei, vânzătoare la piață
- Șerban Ionescu — șoferul de taxi care a făcut pană
- Miruna Birău — colegă de cămin a Angelei
- Crenguța Hariton — colegă de cămin a Angelei
- Adriana Trandafir — maistră la Fabrica de chibrituri
- Gheorghe Dănilă — Nelu, concubinul mamei Angelei
- Eugenia Bosînceanu — bătrâna care dă de pomană în fața blocului
- Violeta Berbiuc — nașa de cununie a Dorinei
- Dumitru Chesa — unchiul și nașul de cununie al Dorinei
- Vasile Ichim
- Vasile Hariton — Vasile, subofițer de poliție
- Nicolae Praida — dl Petrescu, mirele bătrân
- Niculae Urs (menționat Nicolae Urs)
- Mihai Niculescu — președintele comisiei de selecție a „chelnerițelor”
- Ana Maria Bobicov-Călinescu
- Mihai Bisericanu
- Lili Dumitrescu (menționată Lili Dumitrescu-Nica)
- Eugen Racoți — Tirică, fostul coleg de serviciu al lui Emil
- Anca Zamfir
- Fabian Gavriluțiu (menționat Gavriluțiu Fabian)
- Petre Moraru (menționat Petru Morar)
- Marius Toma (menționat Toma Marius)
- Mircea Stroe
- Dumitru Dinulescu — Iulian, proprietarul magazinului Leibner & Co.
- Stelian Nistor — Remus, bărbatul care trimite fetele la concurs
- Dorina Urmaciu
- Florentina Iancu
- Dan-Ionel Cimpoescu
- Iulian Dabija
- câinele Poli — Anton, câinele lui Radu

## Primire
Filmul a fost vizionat de 83.142 de spectatori în cinematografele din România, după cum atestă o situație a numărului de spectatori înregistrat de filmele românești de la data premierei și până la data de 31 decembrie 2014 alcătuită de Centrul Național al Cinematografiei.